# Vapstjärnen
Vapstjärnen är en sjö i Sorsele kommun i Lappland och ingår i Umeälvens huvudavrinningsområde. Sjön har en area på 0,288 kvadratkilometer och ligger 507,3 meter över havet. Vapstjärnen ligger i Vindelfjällen Natura 2000-område.

## Delavrinningsområde
Vapstjärnen ingår i det delavrinningsområde (728401-152446) som SMHI kallar för Ovan 728343-152803. Medelhöjden är 606 meter över havet och ytan är 41,28 kvadratkilometer. Räknas de 37 avrinningsområdena uppströms in blir den ackumulerade arean 524,6 kvadratkilometer. Juktån som avvattnar avrinningsområdet har biflödesordning 2, vilket innebär att vattnet flödar genom totalt 2 vattendrag innan det når havet efter 338 kilometer. Avrinningsområdet består mestadels av skog (92 procent). Avrinningsområdet har 0,41 kvadratkilometer vattenytor vilket ger det en sjöprocent på 1 procent.